# Gruzja na Mistrzostwach Europy w Lekkoatletyce 2016
Gruzja na Mistrzostwach Europy w Lekkoatletyce 2016 – reprezentacja Gruzji podczas Mistrzostw Europy w Amsterdamie liczyła 2 zawodników (1 mężczyznę i 1 kobietę).

## Występy reprezentantów Gruzji

### Mężczyźni

#### Konkurencje techniczne
| Zawodnik          | Konkurencja | Eliminacje | Eliminacje | Finał    | Finał   |
| Zawodnik          | Konkurencja | Rezultat   | Pozycja    | Rezultat | Pozycja |
| ----------------- | ----------- | ---------- | ---------- | -------- | ------- |
| Lasza Torghwaidze | Trójskok    | 16,32      | 16..       | NQ       | NQ      |

### Kobiety

#### Konkurencje techniczne
| Zawodniczka         | Konkurencja | Eliminacje | Eliminacje | Finał    | Finał   |
| Zawodniczka         | Konkurencja | Rezultat   | Pozycja    | Rezultat | Pozycja |
| ------------------- | ----------- | ---------- | ---------- | -------- | ------- |
| Walentina Liaszenko | Skok wzwyż  | 1,80       | 23..       | NQ       | NQ      |